# Bénesse-lès-Dax
Bénesse-lès-Dax é uma comuna francesa na região administrativa da Nova Aquitânia, no departamento Landes. Estende-se por uma área de 5,87 km². Em 2010 a comuna tinha 541 habitantes (densidade: 92,2 hab./km²).